# Ciudad Quesada (Spanje)
Ciudad Quesada is een deelgemeente binnen de gemeente Rojales aan de Costa Blanca in de provincie Alicante binnen de Spaanse autonome regio Valencia aan de oostkust van Spanje. In 2010 telde Ciudad Quesada 15.607 inwoners. (Bron INE 2010)

## Ligging
Ciudad Quesada ligt in het zuiden van het gemeentelijk grondgebied van de gemeente Rojales en bevindt zich op ongeveer 4 km afstand van de Middellandse Zee. Ciudad Quesada is gebouwd op een heuvel en aan de zuidkant liggen de Middellandse Zee en salinas (zoutmeren) bij de Spaanse havenstad Torrevieja. Deze stad ligt op 12 km afstand.

## Bevolking
Ciudad Quesada is een verstedelijkt gebied met overwegend veel buitenlandse inwoners, hoofdzakelijk van Britse afkomst. In 2010 had Ciudad Quesada 15.607 inwoners.(Bron INE)

## Golfbaan
Het noordelijk deel van Ciudad Quesada is gebouwd rondom een 18-holes golfbaan La Marquesa (De Markiezin) genaamd.